# Tribune (magazyn)
Tribune – demokratyczno-socjalistyczny dwutygodnik, założony w 1937 roku i publikowany w Londynie. Był niezależny, ale zwykle wspierał Partię Pracy. Ukazywał się co dwa tygodnie jako magazyn, a później również w wersji online pod hasłem Aneurin Bevan: „To jest moja prawda, powiedz mi swoją”. Publikacja wersji drukowanej została zawieszona 14 stycznia 2018 roku. Publikacja jest kontynuowana online.
W latach 1943–1947 z pismem współpracował George Orwell.